# NGC 6653
NGC 6653 је елиптична галаксија у сазвежђу Паун која се налази на NGC листи објеката дубоког неба.
Деклинација објекта је - 73° 15' 47" а ректасцензија 18h 44m 38,6s. Привидна величина (магнитуда) објекта NGC 6653 износи 12,5 а фотографска магнитуда 13,5. Налази се на удаљености од 49,247 милиона парсека од Сунца. NGC 6653 је још познат и под ознакама ESO 45-13, PGC 62342.